# 전원일기: 젖소농장새댁
"전원일기:젖소농장새댁"은 한국에서 제작된 한동호 감독의 2015년 멜로/로맨스 영화이다. 신건석 등이 주연으로 출연하였다.

## 출연

### 주연
- 신건석
- 임송이